# Prove costituende
Nel diritto processuale civile italiano le prove costituende sono le prove che necessitano di una doppia valutazione da parte del giudice istruttore, devono cioè essere ammesse nel processo e in seguito valutate per la validità. Le tre prove costituende (non documentali) principali, che sono tutte di tipo orale, sono: la confessione, il giuramento e la testimonianza, introdotte necessariamente all'interno del processo. Si differenziano dalle prove precostituite.

## Tipi di prove costituende

### Confessione
(Art. 2730 c.c. - Nozione)
La confessione giudiziale viene fatta direttamente in udienza, basta semplicemente analizzare il contenuto in quanto viene formata già provata, essendo davanti al giudice (cosiddetta probatio probata).
Al contrario la confessione stragiudiziale deve essere provata sia nel contenuto che nel suo effettivo accadimento, con testimonianza (se possibile) in caso di confessione orale, o con documento se scritta.
Oggetto della confessione può essere solo uno o più fatti della causa. L'autore invece può essere soltanto la parte, e personalmente, dato che una confessione del difensore ha valore soltanto come ammissione.
La confessione ha un'efficacia, almeno di regola, simile alla prova legale e vincola il giudice all'apprezzamento, salvo, però, che non verta su fatti relativi a diritti non disponibili. Questo nel caso di confessione giudiziale o stragiudiziale fatta alla controparte, mentre negli altri casi (fatta ad un terzo o in un testamento), è liberamente valutabile dal giudice.
Deve essere, ovviamente, fatta da persona capace relativamente ai diritti oggetto della confessione stessa.
La confessione giudiziale, ex art.228 c.p.c., può essere fatta spontaneamente o provocata da un interrogatorio formale.

### Giuramento
Il giuramento è la dichiarazione che una parte fa in giudizio della verità di determinati fatti, accompagnata dal solenne giuramento. Tali fatti sono ad essa sfavorevoli oppure sono favorevoli alla controparte.
Il giuramento è solo giudiziale (tipica prova costituenda). Si distingue in Giuramento decisorio (deferito da una parte all'altra), Giuramento supplettorio (deferito dal giudice ad una parte in caso di semiplena probatio), Giuramento estimatorio (sempre deferito dal giudice ad una delle parti per determinare il valore dell'oggetto della causa).
Non è ammesso il giuramento: su fatti illeciti, su contratti che richiedono la forma scritta ad subtantiam, su diritti disponibili o su fatti che il pubblico ufficiale attesta esser avvenuti in sua presenza.
Se una delle parti si rifiuta di giurare si determina la soccombenza della stessa. È, dunque, una prova legale dotata di estrema forza.

### Testimonianza
È la dichiarazione resa da una parte estranea al processo, chiamata teste o testimone, su fatti rilevanti per la decisione della causa.
Il teste è invitato ad esporre i soli fatti materiali, senza dare alcun giudizio.
Ovviamente le dichiarazioni rese dovranno essere valutate da parte del giudice, in base alla loro compatibilità con gli altri elementi probatori che si ha a disposizione.
Nel processo civile è il giudice che pone le domande, d'ufficio o su istanza dei procuratori-difensori. Le parti e il p.m. (che è parte) non possono mai interrogare direttamente il testimone. Il giudice invece di solito si limita a controllare che le domande poste dagli avvocati siano formalmente legittime, e che siano poste in modo preciso e non ambiguo.
Ai sensi dell'art 251 c.p.c., il teste prima di rispondere deve sottoporsi a giuramento. La falsa testimonianza è reato punito con la reclusione.
Nel caso in cui il teste: rifiutasse di prestare giuramento, rifiutasse di deporre senza giustificato motivo o qualora facesse dichiarazioni palesemente false, può essere denunciato dal giudice al p.m.